# Île Cameron
Pour les articles homonymes, voir Cameron.
L'île Cameron (en anglais Cameron Island) est l'une des îles de l'archipel arctique canadien dans le Nunavut.  Elle a une superficie de 1 059 km2.
Elle fait partie du groupe de l'île Bathurst constituant avec deux îles plus au sud, l'île Vanier dont elle n'est séparée que par le chenal Abbot et l'île Massey, le bord occidental du bras de mer d'Erskine qui s'enfonce dans l'ouest de l'île Bathurst. 
L'île Cameron est connue pour être le seul site de l'archipel arctique canadien où a été réalisée une extraction commerciale de pétrole. De 1985 à 1996, le pétrolier bris-glace à double coque MV Arctic rapportait du brut léger de Bent Horn dans le sud-ouest de l'île jusqu'au terminal de Montréal. Un total de 2,8 millions de barils fut produit jusqu'à ce que ce champ de pétrole soit abandonné. Sa découverte par la Panarctic Oils Ltd datait de 1974, à une période juste après le choc pétrolier de 1973 où l'on cherchait toute nouvelle source de pétrole. L'abandon de 1996 est principalement dû aux difficiles conditions d'exploitation, la licence de production courant jusqu'en 2010.